# 西川鯉之亟
西川 鯉之亟（にしかわ・こいのじょう、1951年（昭和26年）7月27日 - ）は、名古屋西川流の日本舞踊家、俳優。

## 人物
1951年7月27日、愛知県名古屋市生まれ。本名は片山豊。成城大学文芸学部文化史学科卒業。名古屋西川流舞踊家の両親の元、1953年、2歳の時に「名古屋をどり」で初舞台を踏む。
また、子役として本名の片山豊名義で1963年、「鞍馬天狗」（TBSテレビ）でデビューし、舞踊家として西川鯉之亟の名取りになってからも俳優としての作品に出演した。
両親が立ち上げた名古屋西川流鯉水会を継承し、芸術祭への参加や舞台作品の舞踊振付・指導なども行っている。

## 親族
- 父・西川鯉次郎（日本舞踊家）[1]
- 母・西川あやめ（日本舞踊家）
- 弟・住田長十郎（鳴物）
- 娘・片山千恵子（NHKアナウンサー）[2]
- 母方の叔父・高木守道（プロ野球：中日ドラゴンズ監督）[3]

## 出演

### 日本舞踊
- 名古屋西川流　名古屋をどり、鯉水会公演

### 演劇
- 佐賀のがばいばあちゃん （2008年、中日劇場）
- 弁慶（2007年、御園座／新宿コマ劇場）
- 大奥
- 山彦ものがたり（1991年、俳優座劇場）
- 暴れん坊将軍（2011年、御園座）

### テレビドラマ
- 鞍馬天狗（1963年、TBS）
- 父子鷹（1964年、TBS）
- 美人はいかが?（1971年、TBS）
- 3丁目4番地（第6話、1972年、日本テレビ） - 猛
- だから大好き!（1972年、日本テレビ）
- 必殺からくり人（第4話、1976年8月20日放送、朝日放送） - 紫茶屋夢三郎
- 元禄繚乱（1999年、日本放送協会【NHK大河ドラマ】）
- 剣客商売 第3シリーズ（第1話、2001年、フジテレビ / 松竹） - 大沢勘兵衛